# Juan García García
Juan García García, conegut futbolísticament com a Juanete, (Madrid, 7 de novembre de 1920 - Múrcia, 10 de juliol de 2014) fou un futbolista espanyol de la dècada de 1940.

## Trajectòria
Jugà a diversos clubs madrilenys durant la postguerra, fins que ingressà al Reial Madrid als 22 anys. Fou cedit a la UD Salamanca i a l'Hèrcules CF d'Alacant, club amb el qual assolí un ascens a primera divisió. La temporada 1945-46 la jugà al Madrid, però una lesió a la clavícula l'apartà de la titularitat. Abans de finalitzar la temporada fou cedit al RCD Córdoba. L'any 1946 fou fitxat pel Gimnàstic de Tarragona, juntament amb homes com Panadès, club on passà dues temporades, assolint un ascens a primera divisió. Fitxà pel Deportivo de La Coruña, disputant 35 partits a primera divisió entre 1948 i 1950. Amb 30 anys ingressà al Reial Múrcia CF, club amb el qual jugà a primera divisió. Amb el club murcià jugà 73 partits i marcà 3 gols. Finalitzà la seva carrera al CF Gandia. S'instal·là a Múrcia, on entrenà diversos equips locals.

## Palmarès
- Copa espanyola:
  - 1945-46